# Hexatoma (Eriocera) perversa
Hexatoma (Eriocera) perversa is een tweevleugelige uit de familie steltmuggen (Limoniidae). De soort komt voor in het Neotropisch gebied.